# Manerebia navarrae
Manerebia navarrae is een vlinder uit de onderfamilie Satyrinae van de familie Nymphalidae. De wetenschappelijke naam van de soort is, als Penrosada navarrae, voor het eerst geldig gepubliceerd in 1979 door Adams & Bernard.